# Harold Connolly
Harold Vincent Connolly (ur. 1 sierpnia 1931 w Somerville, zm. 18 sierpnia 2010 w Catonsville) – amerykański lekkoatleta, specjalizujący się w rzucie młotem, mistrz olimpijski i rekordzista świata.

## Przebieg kariery
Ukończył Boston College, studiował również na UCLA. Na niespełna miesiąc przed igrzyskami olimpijskimi w 1956 w Melbourne po raz pierwszy ustanowił rekord świata w rzucie młotem wynikiem 68,54 m. Na igrzyskach zdobył złoty medal po zaciętej walce z Michaiłem Kriwonosowem ze Związku Radzieckiego, poprawiając rekord olimpijski na 63,19 m. Na tych igrzyskach zakochał się z wzajemnością w Oldze Fikotovej z Czechosłowacji, która zdobyła złoty medal w rzucie dyskiem. Fikotová i Connolly pobrali się w 1957 (para rozwiodła się w 1975).
Connolly z następnych latach jeszcze pięciokrotnie poprawiał rekord świata, aż do wyniku 71,26 m 29 maja 1965. Był pierwszym człowiekiem na świecie, który rzucił młotem ponad 70 metrów. Po swym triumfie w 1956 jeszcze trzykrotnie startował na igrzyskach olimpijskich. W Rzymie (1960) zajął 8. miejsce, w Tokio (1964) 6. miejsce, a w Meksyku (1968) nie wszedł do finału.
Zdobył srebrny medal na igrzyskach panamerykańskich w 1959 w Chicago. Był mistrzem USA (AAU) w rzucie młotem od 1955 do 1961 oraz w 1964 i 1965. Po zakończeniu kariery był nauczycielem i trenerem lekkoatletycznym. Po rozwodzie z Fikotovą ożenił się z Pat Winslow, która była trzykrotną olimpijką w biegu na 800 metrów i w pięcioboju lekkoatletycznym.

## Rekordy życiowe
źródło:
- pchnięcie kulą – 14,72 m (1951)
- rzut młotem – 71,26 m (1965)